# Paweł Yun Ji-chung i 123 męczenników koreańskich
Paweł Yun Ji-chung i 123 męczenników koreańskich – grupa 124 męczenników, którzy ponieśli w Korei śmierć męczeńską za wiarę w latach 1791–1888, błogosławieni Kościoła katolickiego.

## Beatyfikacja
16 sierpnia 2014, podczas wizyty w Korei Południowej, papież Franciszek, odprawiając mszę przy bramie Gwanghwamun, ogłosił błogosławionym Pawła Yun Ji-chung i 123 męczenników koreańskich oraz wyznaczył dzień ich wspomnienia na 31 maja.

## Alfabetyczna lista męczenników
Listę męczenników, z datą i kolejnością śmierci, oraz biogramy zaprezentowano na stronie diecezji Oslo Den katolske kirke:

- Agata Han Sin-ae
- Agata Magdalena Kim Yun-deok
- Agata Yun Jeom-hye
- Aleksy Kim Si-u
- Ambroży Kim Se-bak
- Anastazja Kim Jo-i
- Anastazja Yi Bong-geum
- Andrzej Kim Cheon-ae
- Andrzej Kim Gwang-ok
- Andrzej Kim Jong-han
- Andrzej Kim Sa-geon
- Andrzej Pak Sa-ui
- Andrzej Seo Seok-bong
- Andrzej Yi Jae-haeng
- Anna Yi
- Anna Yi Si-im
- Antoni Hong Ik-man
- Antoni Jeong Chan-mun
- Antoni Yi Hyeon
- Augustyn Jeong Yak-jong
- Augustyn Yu Hang-geom
- Barbara Choe Jo-i
- Barbara Jeong Sun-mae
- Barbara Ku Seong-yeol
- Barbara Sim A-gi
- Barbara Sim Jo-i
- Barnaba Jeong Gwang-su
- Barnaba Kim I-u
- Benedykt Song
- Bibiana Mun Yeong-in
- Brygida Choe

- Feliks Piotr Kim Gi-ryang
- Filip Hong Pil-ju
- Franciszek Bae Gwan-gyeom
- Franciszek Bang
- Franciszek Choe Bong-han
- Franciszek Kim Hui-seong
- Franciszek Kim Jong-gyo
- Franciszek Kim Sa-jip
- Franciszek Pak
- Franciszek Yi Bo-hyeon
- Franciszek Yun Ji-heon
- Franciszek Ksawery Hong Gyo-man
- Gerwazy Son Gyeong-yun
- Hiob Yi Il-eon
- Ignacy Choe In-cheol
- Jakub Heo In-baek
- Jakub Kim Hwa-chun
- Jakub Kwon Sang-yeon
- Jakub Oh Jong-rye
- Jakub Won Si-bo
- Jakub Yun Yu-o
- Jakub Zhou Wenmo
- Jan Choe Chang-hyeon
- Jan Choe Hae-seong
- Jan Won Gyeong-do
- Jan Yi Jeong-sik
- Jan Yu Jung-cheol
- Jan Yu Mun-seok
- Józef Ko Seong-un
- Józef Yun Bong-mun
- Julianna Kim Yeon-i

- Kandyda Jeong Bok-hye
- Karol Jeong Cheol-sang
- Karol Yi Gyeong-do
- Kolumba Kang Wan-suk
- Lew Hong In
- Lutgarda Yi Sun-i
- Łucja Yun Un-hye
- Łukasz Hong Nak-min
- Łukasz Kim Jong-ryun
- Magdalena Yi Jo-i
- Małgorzata Oh
- Marcelin Choe Chang-ju
- Maria Yi Seong-rye
- Marek Sin Seok-bok
- Marcin In Eon-min
- Marcin Yang Jae-hyeon
- Marcin Yi Jung-bae
- Mateusz Kim Hyeon-u
- Mateusz Yu Jung-seong
- Maciej Choe In-gil
- Maciej Choe Yeo-gyeom
- Maciej Pak Sang-geun
- Paweł Hyeon Gye-heum
- Paweł Jeong Tae-bong
- Paweł Oh Ban-ji
- Paweł Pak Gyeong-hwa
- Paweł Yi Do-gi
- Paweł Yi Guk-seung
- Paweł Yi Gyeong-eon
- Paweł Yun Ji-chung
- Paweł Yun Yu-il

- Piotr Choe Pil-je
- Piotr Jeong San-pil
- Piotr Jo Suk
- Piotr Jo Yong-sam
- Piotr Kim Dae-gwon
- Piotr Kim Jeong-deuk
- Piotr Ko Seong-dae
- Piotr Sin Tae-bo
- Piotr Song
- Piotr Won Si-jang
- Piotr Yi Tae-gwon
- Piotr Yi Yang-deung
- Pius Kim Jin-hu
- Protazy Hong Jae-yeong
- Ryszard An Gun-sim
- Saba Ji Hwang
- Sebastian Kwon Sang-mun
- Stanisław Han Jeong-heum
- Stefan Kim Won-jung
- Szymon Hwang Il-gwang
- Szymon Kim Gang-i
- Szymon Kim Gye-wan
- Tadeusz Jeong In-hyeok
- Tadeusz Ku Han-seon
- Teresa Kwon Cheon-rye
- Tomasz Choe Pil-gong
- Tomasz Han Deok-un
- Tomasz Jang
- Wawrzyniec Pak Chwi-deuk
- Wiktor Pak Dae-sik
- Zuzanna Kang Gyeong-bok

(pierwsze imię jest imieniem nadanym podczas chrztu, następnie nazwisko i imię koreańskie, które nosili przed chrztem)